# Dermocybe purpurata
Dermocybe purpurata är en svampart som beskrevs av E. Horak & Gerw. Keller 1988. Dermocybe purpurata ingår i släktet Dermocybe och familjen spindlingar.   Inga underarter finns listade i Catalogue of Life.